# Friedrich Weber (Tiermediziner)

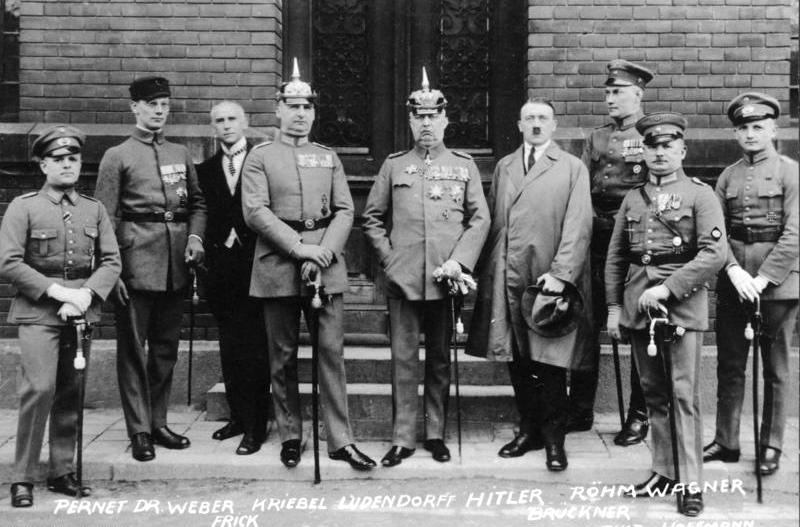
Friedrich Weber (zweiter von links) im Kreis der Hauptangeklagten des Hitler-Prozesses (1924). Links von ihm Heinz Pernet, dann nach rechts Wilhelm Frick, Hermann Kriebel, Erich Ludendorff, Adolf Hitler, Wilhelm Brückner, Ernst Röhm und Robert Wagner

Friedrich Weber (* 30. Januar 1892 in Frankfurt am Main; † 14. Juli 1955 in München) war ein deutscher Veterinärmediziner an der Universität München, Führer im Freikorps Oberland und Bund Oberland, Ministerialbeamter und SS-Führer im nationalsozialistischen Deutschland.

## Leben

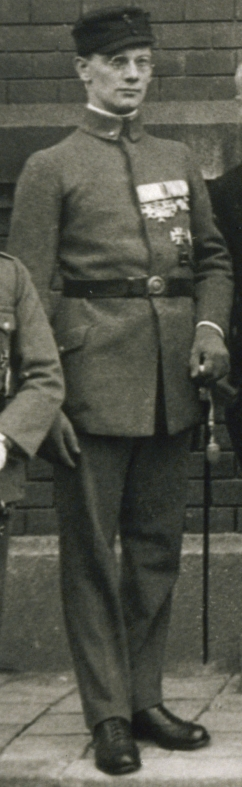
Friedrich Weber im Kreis der Hauptangeklagten des Hitler-Prozesses (1924).

Friedrich Weber schloss seine Schullaufbahn in seiner Heimatstadt mit dem Abitur ab. Er immatrikulierte sich im Sommersemester 1912 an der Tierärztlichen Hochschule München. Im August 1914 trat er ins 1. Schwere-Reiter-Regiment „Prinz Karl von Bayern“ in München ein. Nach dem Ersten Weltkrieg, an dem er als Feldhilfsveterinär teilgenommen hatte, beendete Weber 1919 sein Studium. Im gleichen Jahr nahm er unter Franz Ritter von Epp am Sturz der Münchner Räterepublik teil. Im Jahr 1920 erhielt er seine Approbation.
Seit 1909 gehörte er dem Wandervogel an, dessen Gau Bayern er 1913 leitete. Im Studium wurde er Mitglied der Münchener Gilde Greif. Die Hochschulgilden bildeten den akademischen Arm der Bündischen Jugend. 1919 führte er die bayerische Gliederung im Jungdeutschen Bund, einer nationalkonservativen Älterenvereinigung des Wandervogels.
Ab März 1920 nahm Weber als Gruppenführer mit dem Zeitfreiwilligen-Korps Godin an der Niederschlagung von Aufständen im Ruhrgebiet teil. Am 1. Oktober 1920 wurde er Assistent am Tierphysiologischen Institut der Tierärztlichen Fakultät der Universität München. Während seiner Tätigkeit dort wurde er 1922 mit seiner Dissertation Über eine Methode zur Bestimmung des Extraktstickstoffes promoviert. Er war außerdem Stipendiat der Rockefeller-Stiftung.
Weber trat 1921 dem Freikorps Oberland bei, wo er zuletzt Kompanieführer war. Als das Freikorps aufgelöst wurde, benannte sich die Organisation in „Bund Oberland“ um. Am 23. Oktober 1922 wurde Weber vom Landgericht München zum Vorsitzenden des Bundes bestellt und am 2. Dezember 1922 in einer Mitgliederversammlung gewählt.
Im Spätsommer 1923 wirkte Weber führend an dem Zusammenschluss des Bundes Oberlandes mit der SA und der Reichskriegsflagge in einer gemeinsamen Kampfgemeinschaft mit. Diese Kampfgemeinschaft bildete die personelle Grundlage für den Hitler-Putsch vom 8./9. November 1923, an dem Weber in führender Stellung mitwirkte.
Am 1. April 1924 wurde Weber im Hitler-Prozess vor dem Volksgericht München des Hochverrats für schuldig befunden und zu einer Strafe von fünf Jahren Festungshaft verurteilt. Das Staatsministerium für Unterricht und Kultus entließ Weber nach seiner Verurteilung sofort aus dem Universitätsdienst. Bereits im Frühjahr 1925 wurde er aus der Haft in Landsberg entlassen. Nach dem vergeblichen Versuch, den Bund Oberland an die SS anzugliedern, trat er 1929 von seinem Amt als Bundesführer zurück.
Trotz Vorstrafe erhielt er 1925 sein Kreisexamen und wurde Distriktstierarzt in München und von 1926 bis 1933 in Euerdorf. Ab 1926 war er zudem Assistent am Institut für Vererbungsforschung bei Erwin Baur und zuvor noch kurzzeitig am Tierpathologischen Institut beschäftigt. Er begründete eine Genossenschaft für Schweinezucht.
Nach der „Machtergreifung“ der Nationalsozialisten wurde Weber am 1. Mai 1933 Veterinärmedizinalrat 1. Klasse und politischer Adjutant im Bayerischen Innenministerium. Er behielt engen Kontakt zu Adolf Hitler und wurde am 25. August 1933 Beauftragter der Reichsleitung der NSDAP (Mitgliedsnummer 1.310.670) zur Gleichschaltung der Tierärzteschaft und Gründung einer Reichstierärztekammer sowie gleichzeitig Vertreter der Tierärzteschaft im neuen Sachverständigenrat für Volksgesundheit. 1933 wurde er zum Bundesführer der Deutschen Gildenschaft gewählt, eines Verbandes von Studentenverbindungen, dem er durch seine Mitgliedschaft in der Gilde Greif schon seit 1923 angehörte. Am 15. Februar 1934 wurde er zum „Reichsführer der Deutschen Tierärzte“ ernannt. Später leitete er auch die Reichstierärztekammer.
Im NS-Staat wurde Weber zuerst ab 1. April 1934 Ministerialrat im Reichsministerium des Innern, danach ab 1. Juni 1935 Ministerialdirigent und schließlich ab dem 20. April 1936 Ministerialdirektor.  Weber wurde am 26. Juli 1939 zum Honorarprofessor der Veterinärmedizinischen Fakultät der Universität Berlin ernannt. Innerhalb der SS nahm er 1944 den Rang eines Gruppenführers ein (SS-Nummer 145.113). Er war Träger des sogenannten Blutordens und des Goldenen Parteiabzeichens.
Im Mai 1945 wurde Weber durch amerikanisches Militär inhaftiert. Im Spruchkammerverfahren wurde er zuerst am 5. Juli 1948 in die Gruppe I (Hauptschuldige) eingestuft und in ein Arbeitslager eingewiesen. Im Revisionsverfahren am 3. Mai 1949 wurde er zunächst in die Gruppe III (Minderbelastet), letztlich in die Gruppe IV (Mitläufer) eingestuft. Nach dem Zweiten Weltkrieg übte Weber weiterhin seinen Beruf als Tierarzt bis zu seinem Tode aus und baute die Rinderbesamung in Bayern mit auf. Sein Nachlass befindet sich im Bayerischen Hauptstaatsarchiv.

## Schriften
- Zum Friedmann-Mittel. In: Deutsches Tierärzteblatt 1, 22, 1934. ISSN 0724-679X
- Professor Abelein 60 Jahre. In: Tierärztliche Umschau 6 (13/14), 260, 1951. ISSN 0049-3864